# PubChem

Logo-ul bazei de date

PubChem este o bază de date ce conține informații referitoare la compușii chimici. Baza de date este operată și menținută de National Center for Biotechnology Information (NCBI), parte din National Library of Medicine, care face parte din National Institutes of Health (NIH) din Statele Unite. PubChem a fost lansat în 2004.